# ملعب أوكلاند كولوسيوم
ملعب أوكلاند كولوسيوم:  هو ملعب متعدد الأغراض، و يقع في أوكلاند، كاليفورنيا. يحتوي على مقاعد درجة أولى عددها 6300 مقعد (منها 2700 متوفرة لألعاب القوى)، وأجنحة فاخرة عدد مقاعدها 143 مقعد (منها 125 التي تتوفر لألعاب القوى)، و تتسع لـ 35067 متفرج لمباريات لعبة البيسبول، و 63026 لكرة القدم الأمريكية، و 47416 كرة القدم.

## صور من الملعب

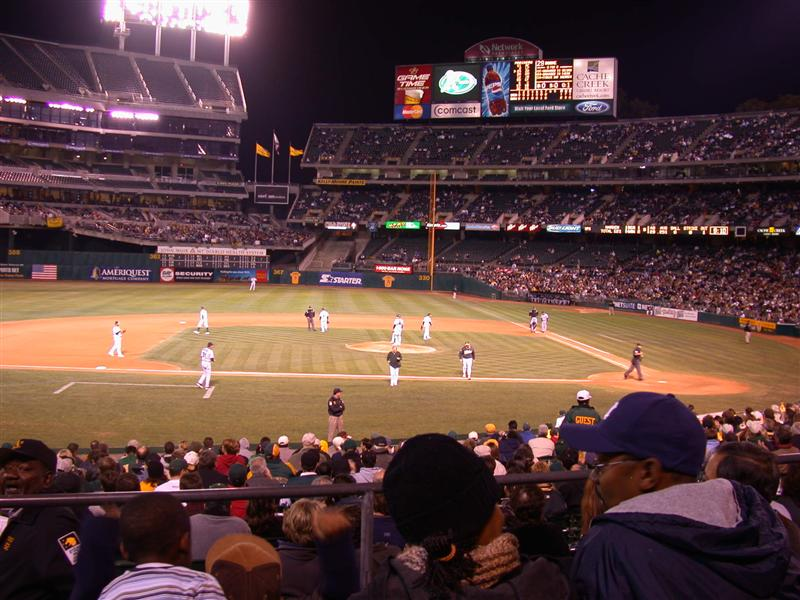
صورة للملعب ليلاً خلال مباراة بيسبول.
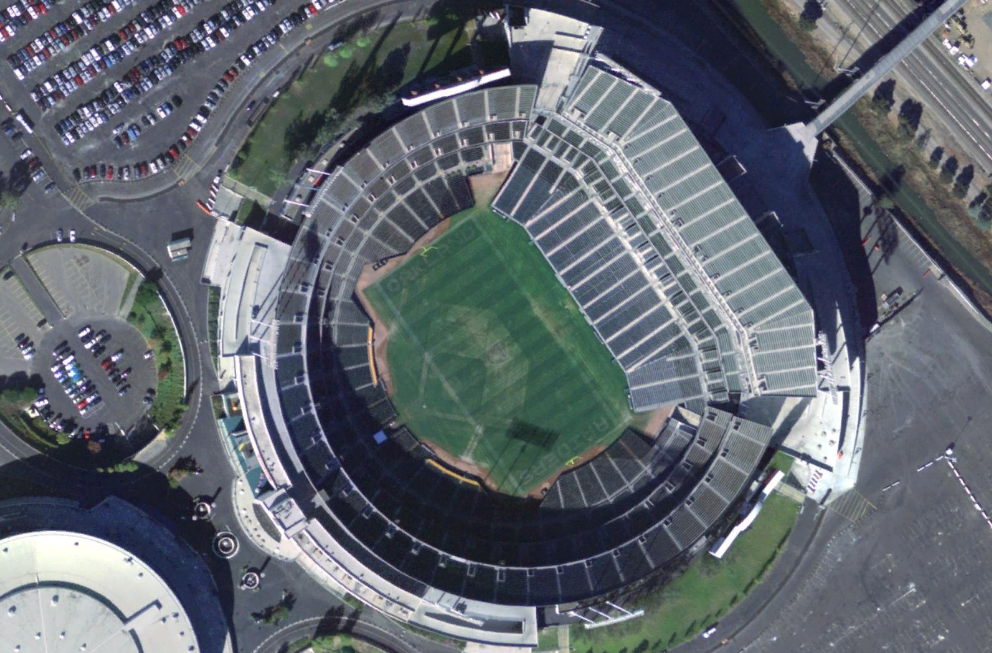
صورة للملعب ملتقطة من الجو.
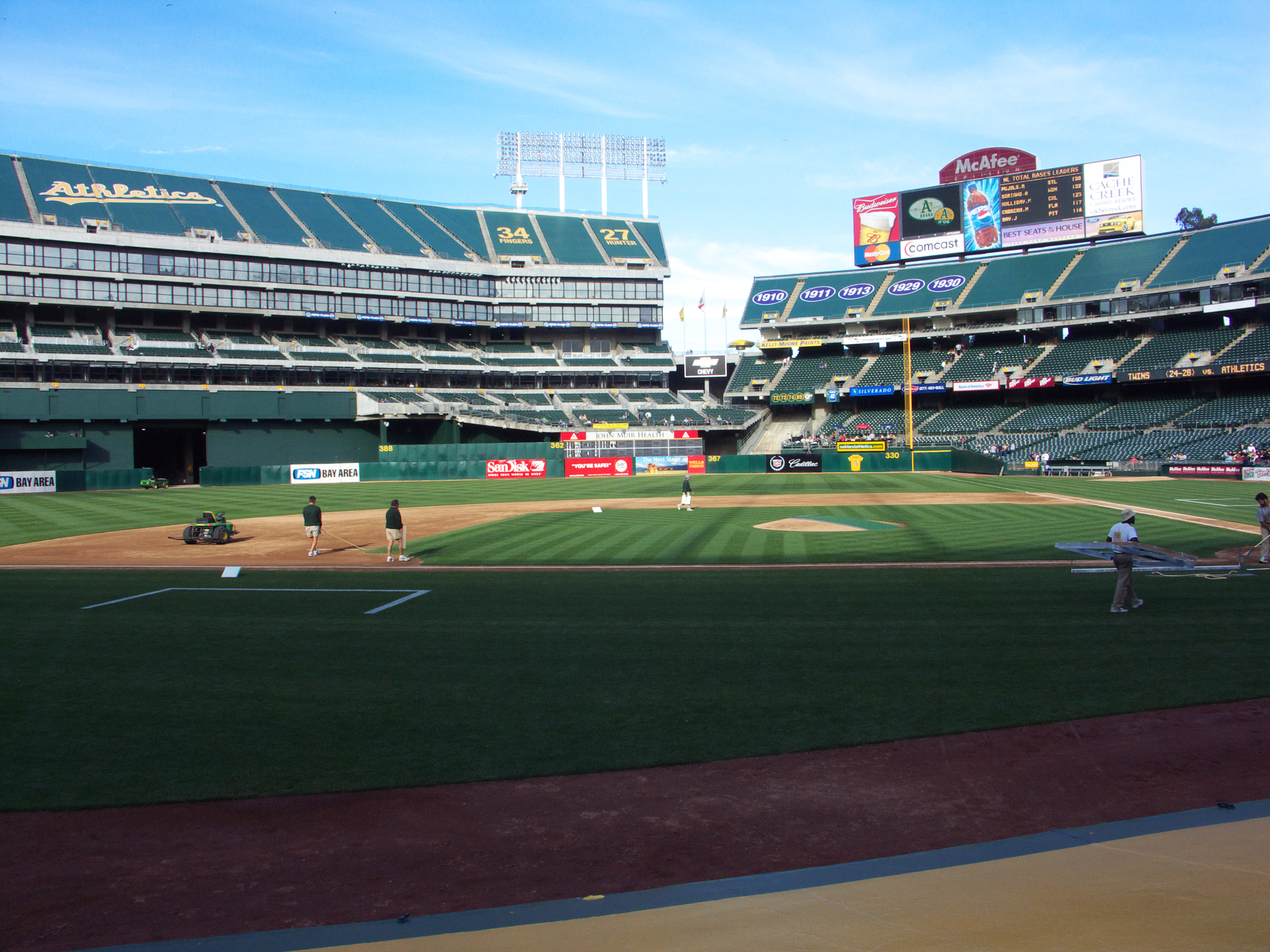
صورة للملعب خلال مبراة بيسبول.
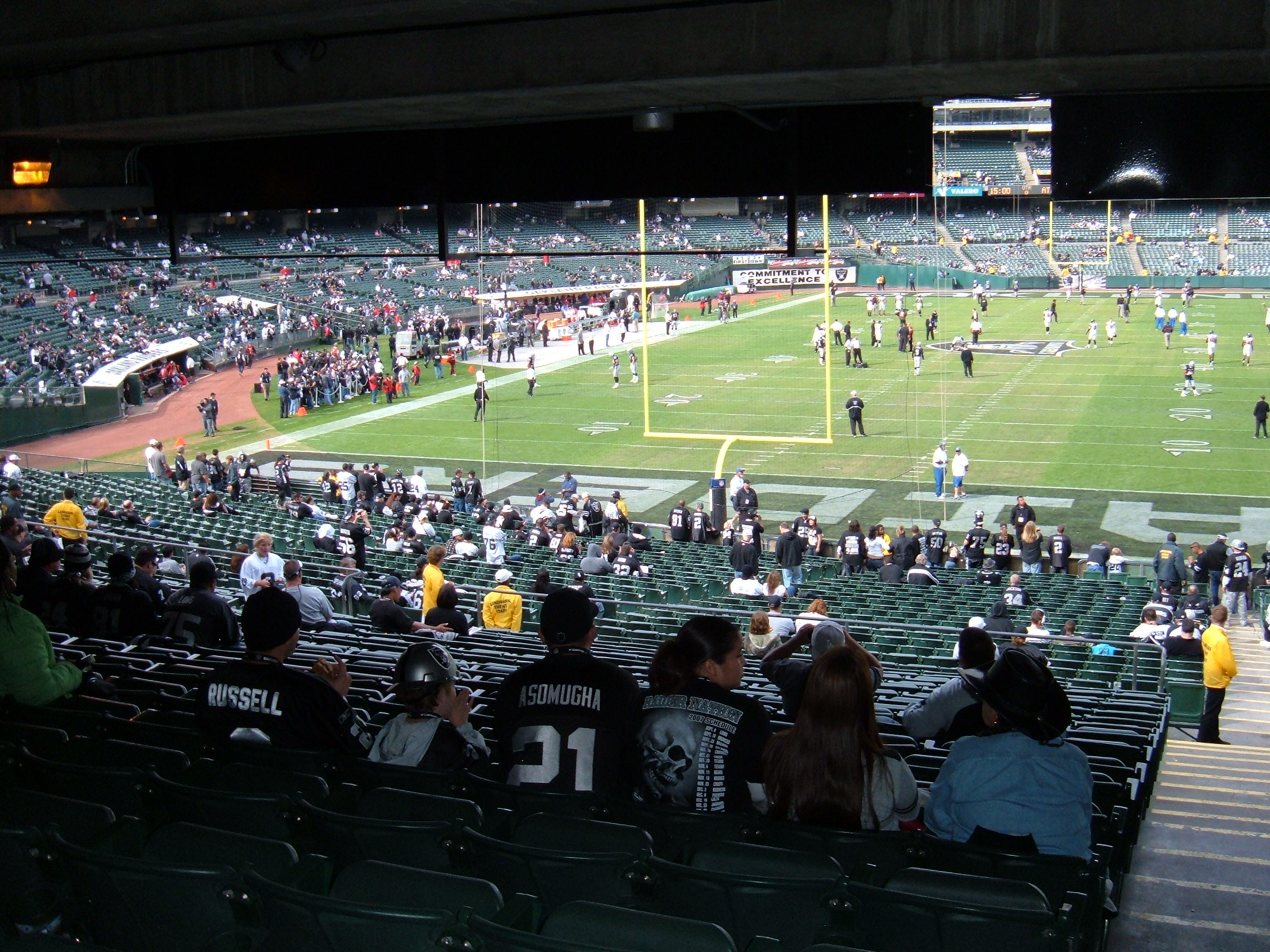
صورة للملعب و الجماهير تتفرج على تدريبات فريق أوكلاند ريدرز.